# John Pendry

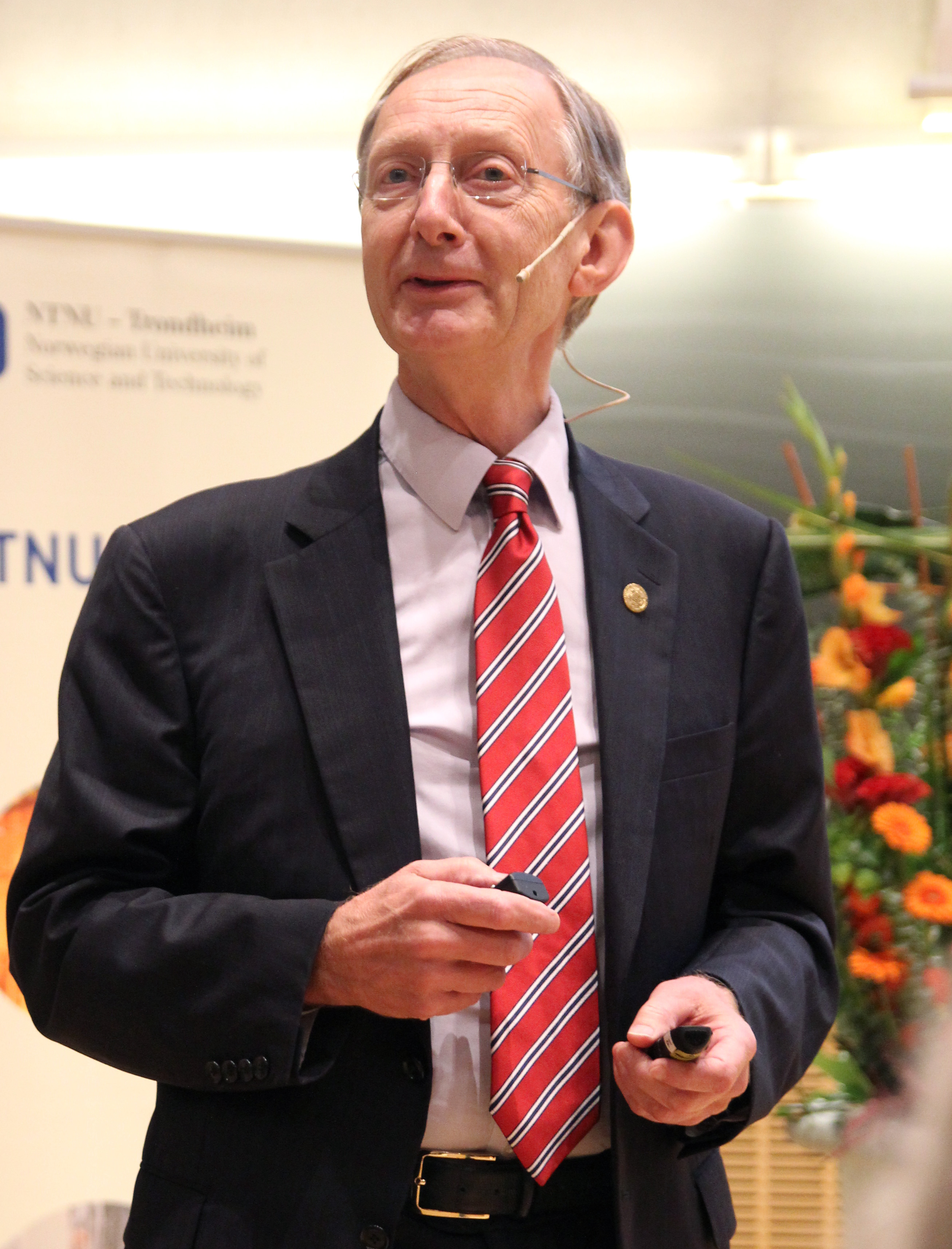
John Pendry, 2014

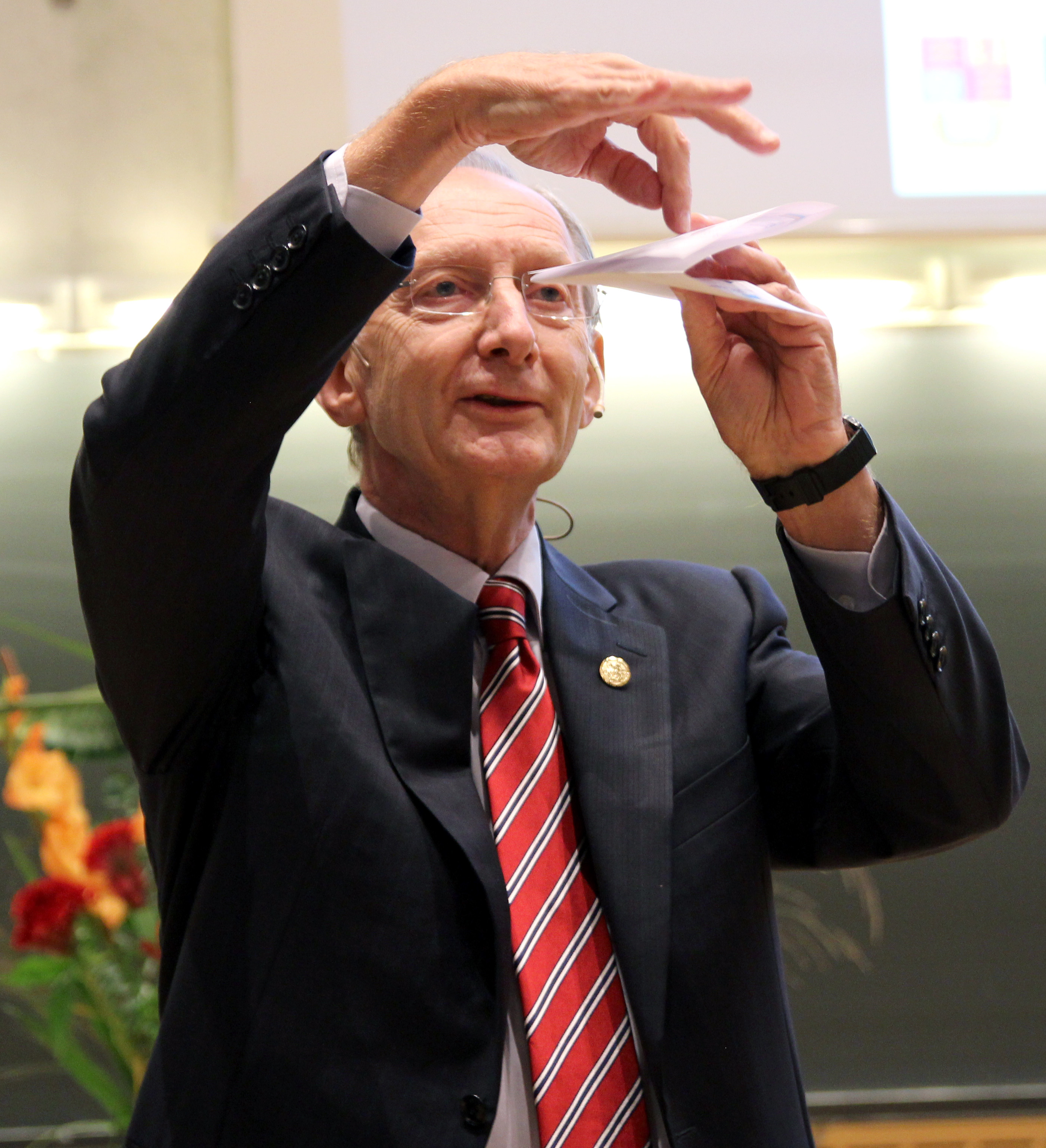
John Pendry, 2014

Sir John Brian Pendry (* 4. Juli 1943) ist ein englischer Physiker.

## Leben und Wirken
Pendry ist bekannt für seine Arbeiten an Oberflächenstrukturen und der Interaktion mit Elektronen und Photonen in der Festkörperphysik. Er veröffentlichte mehr als 200 wissenschaftliche Arbeiten. Er veröffentlichte über Plasmonen, Metamaterialien (ein Begriff, den er in den 1990er Jahren prägte) und Extraordinary Optical Transmission (entdeckt von Thomas Ebbesen).
Von 1975 bis 1981 arbeitete er am Daresbury Laboratory, Cheshire. Nachdem er 1981 zum Professor ernannt worden war, arbeitete er am Imperial College London. Er war da Chef der Abteilung für Physik (1998–2001) und Direktor für physikalische Wissenschaften (2001–2002).

## Auszeichnungen
- 1984 Fellow of the Royal Society
- 1984 Fellow des Institute of Physics (IOP)
- 1996 Dirac-Medaille des IOP
- 2004 durch Königin Elisabeth II. als Knight Bachelor zum Ritter geschlagen
- 2006 Royal Medal der Royal Society von London
- 2012 Mitglied der American Academy of Arts and Sciences
- 2013 Julius-Springer-Preis für angewandte Physik
- 2013 Isaac-Newton-Medaille
- 2013 Mitglied der National Academy of Sciences
- 2014 Kavli-Preis in Nanowissenschaften
- 2016 Dan-David-Preis
- Auswärtiges Mitglied der Norwegischen Akademie der Wissenschaften
- 2024 Kyoto-Preis

## Schriften (Auswahl)

### Aufsätze
- D. R. Smith, D. Schurig, Marshall Rosenbluth, S. Schultz, S. Anantha Ramakrishna und J. B. Pendry: Limitations on Sub-Diffraction Imaging with a Negative Refractive Index Slab
- L. Martín-Moreno, F. J. Garcia Vidal, H. J. Lezec, K. M. Pellerin, T. Thio, J. B. Pendry und T. W. Ebbesen: Theory of Extraordinary Optical Transmission through Subwavelength Hole Arrays. In: Physical Review Letters. Band 86, 2001, S. 1114–1117, doi:10.1103/PhysRevLett.86.1114

### Monografien
- Fundamentals and Applications of Negative Refraction in Metamaterials. Princeton University Press, 2007, ISBN 978-0-691-12347-9
- Low Energy Electron Diffraction. The Theory and Its Application to Determination of Surface Structure. (Techniques of physics) Academic Press Inc.,U.S., 1974, ISBN 978-0-12-550550-5
- Surface Crystallographic Information Service. A Handbook of Surface Structures. Springer, 1987, ISBN 978-90-277-2503-5